# シェレメーチエヴォ国際空港
シェレメーチエヴォ国際空港（シェレメーチェヴォこくさいくうこう、露: Международный аэропорт Шереметьево ミジュドゥナロードヌィイ・アエラポールト・シリミェーチエヴァ）は、ロシアの首都近郊モスクワ州ヒムキにある国際空港である。モスクワの中心から、北北西30kmに位置する。乗客数と取り扱い貨物量において、ロシア最大の空港である。モスクワ地域に4つある空港の一つ。アエロフロート・ロシア航空が拠点としている。2019年5月31日にウラジーミル・プーチン大統領が空港名に作家のアレクサンドル・プーシキンを冠する大統領令に署名した。「シェレメーチエヴォ」は「シェレメチェボ」とも表記される。

## 概要

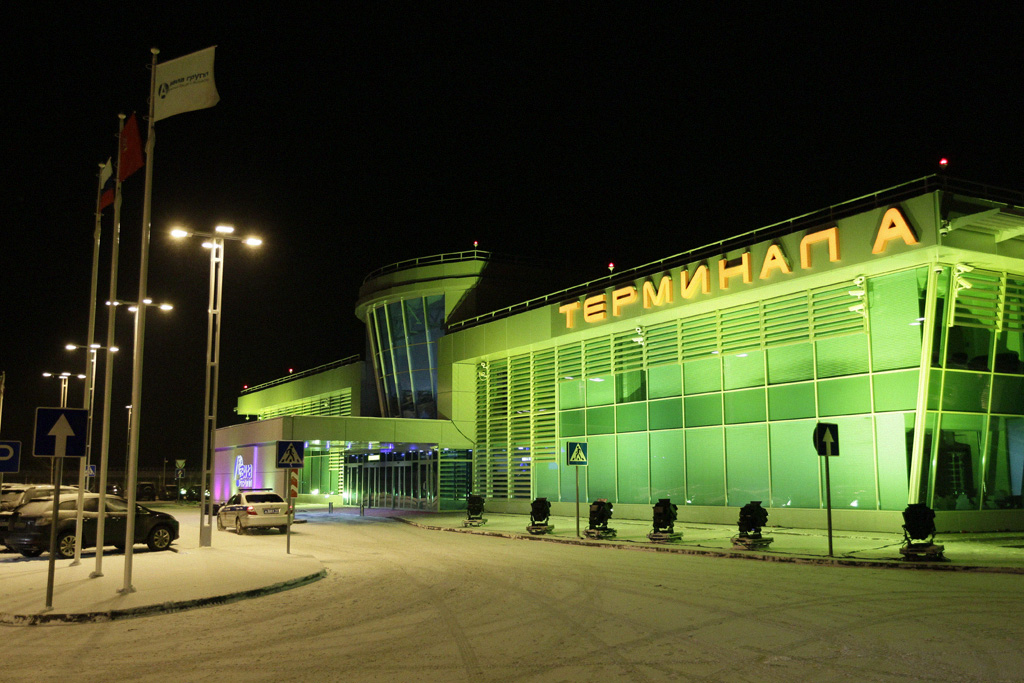
2012年に完成したターミナルA

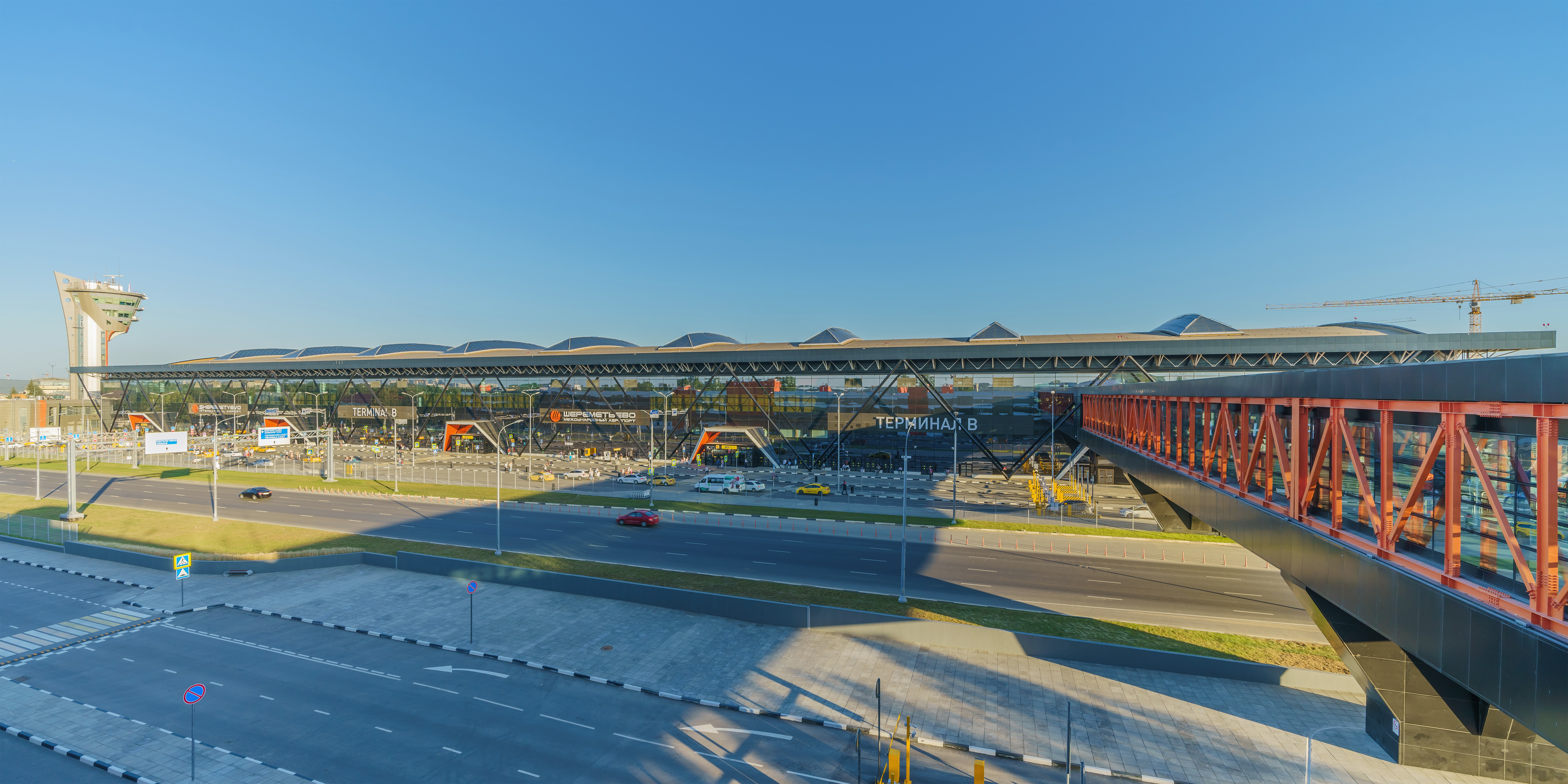
2018年に完成したターミナルB

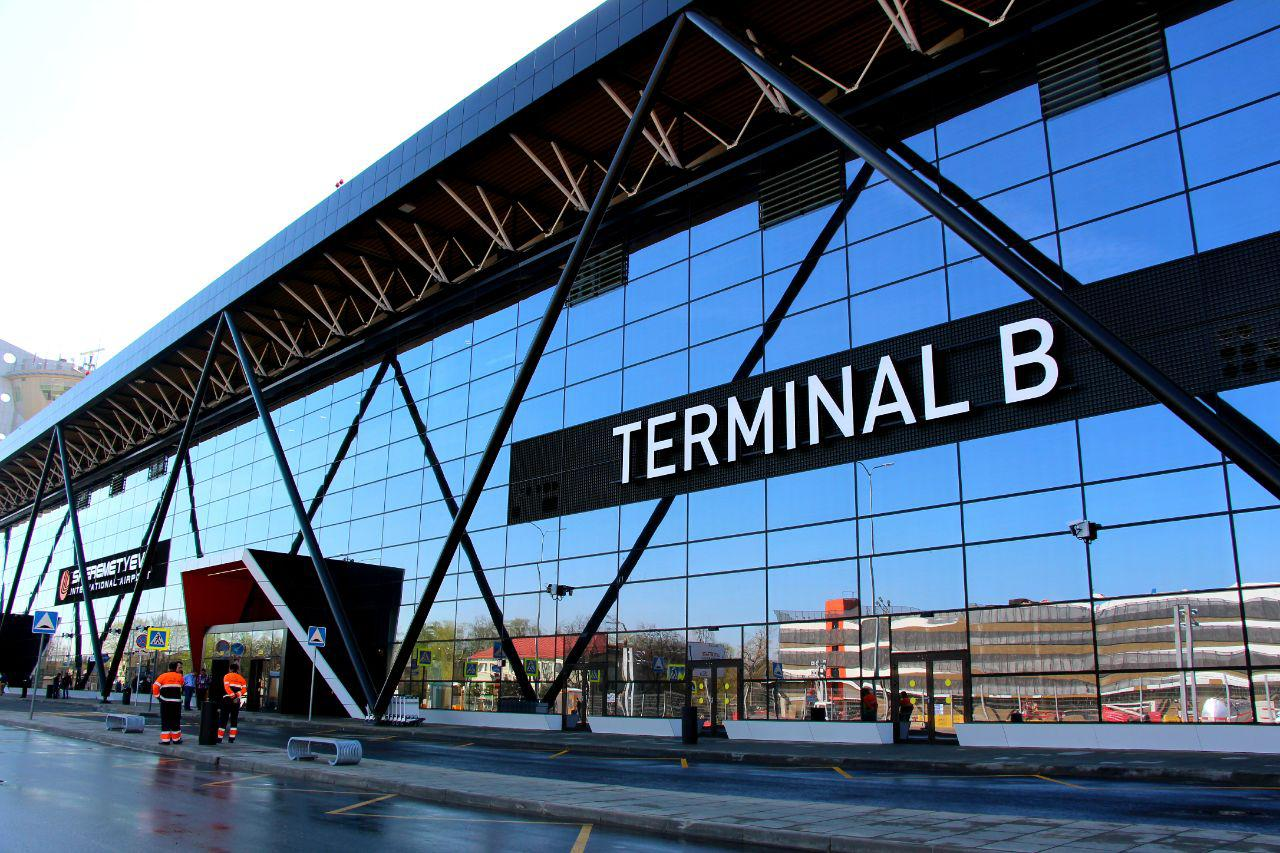
2018年に完成したターミナルB

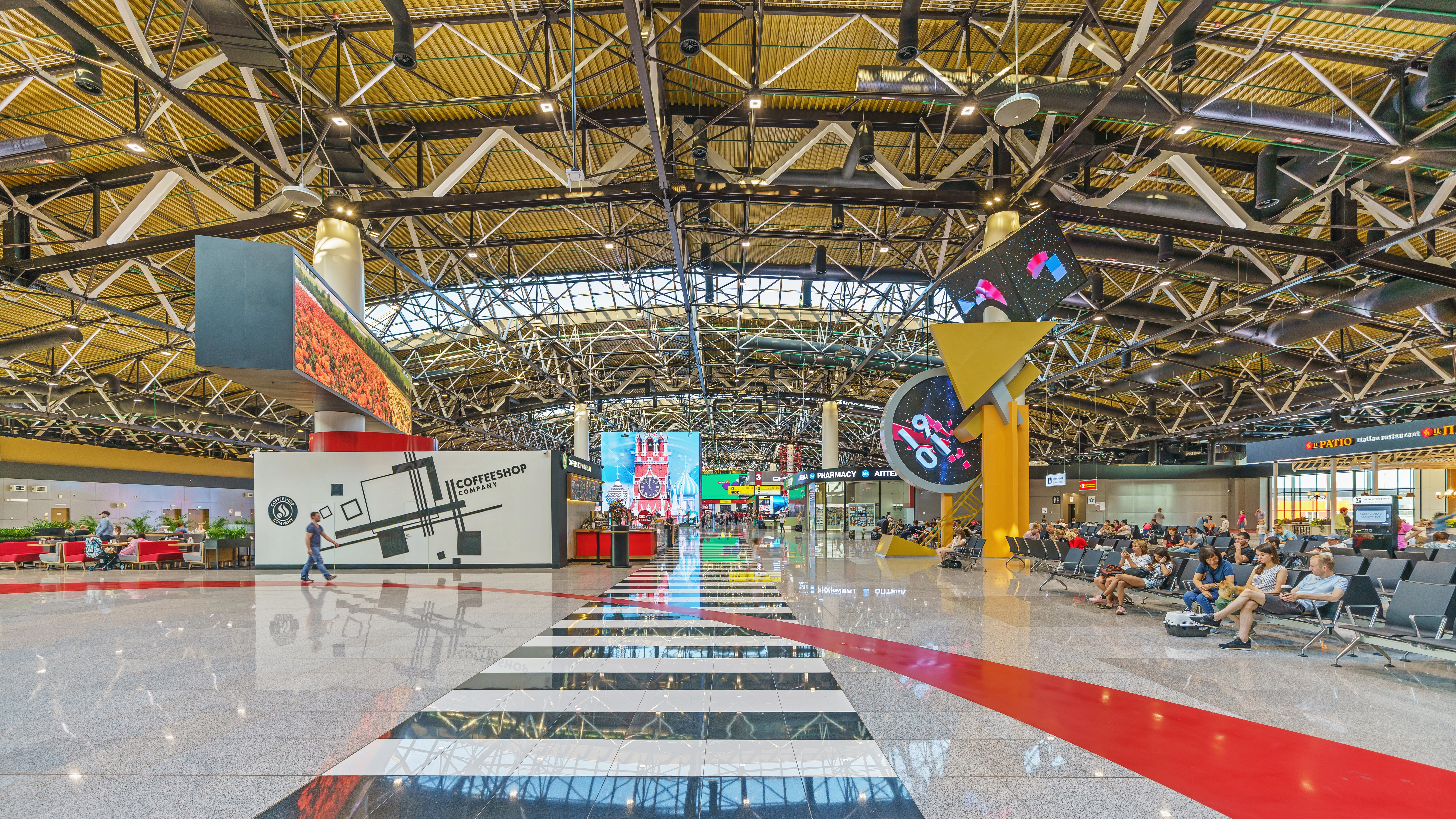
ターミナルB内部

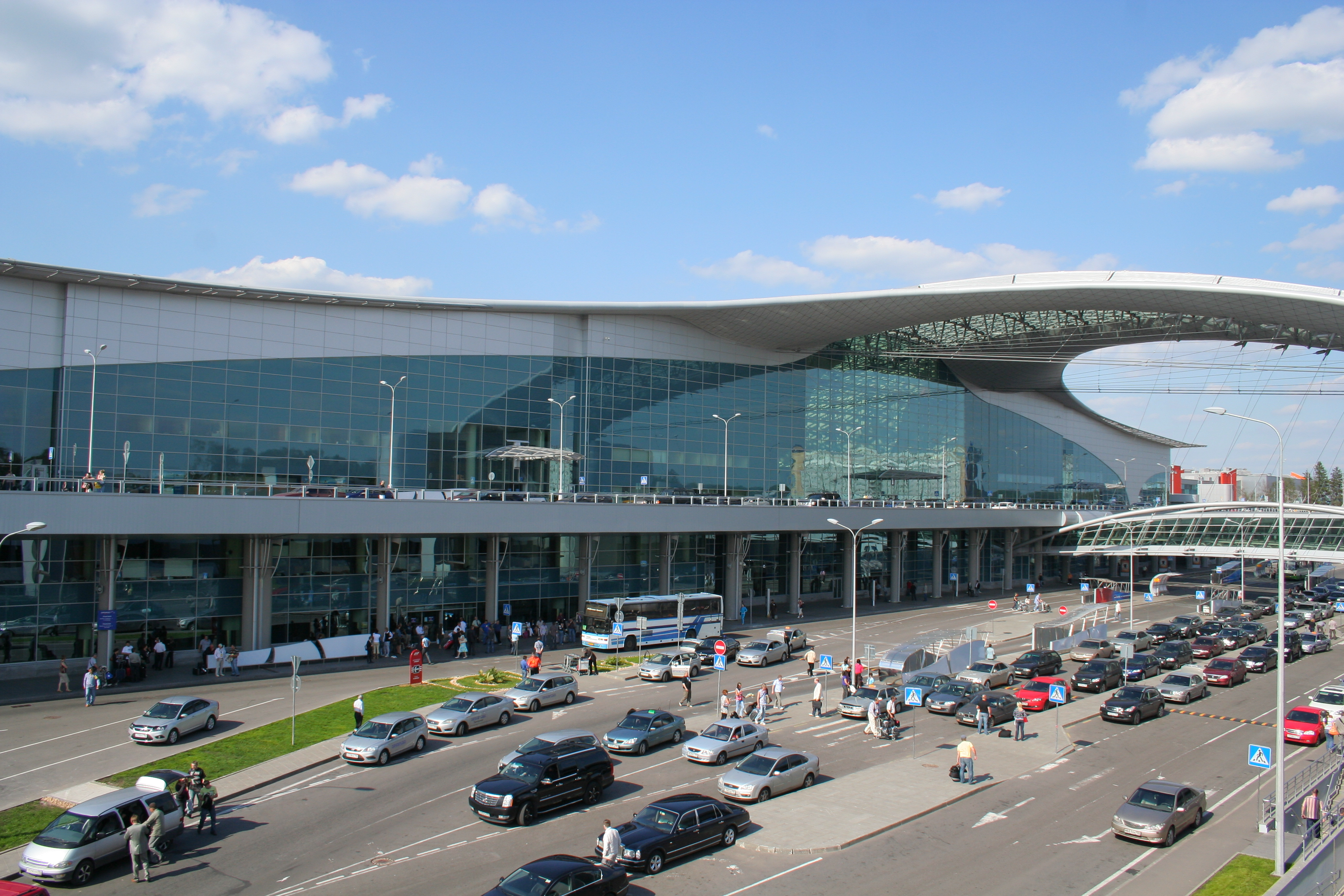
2009年に完成したターミナルD

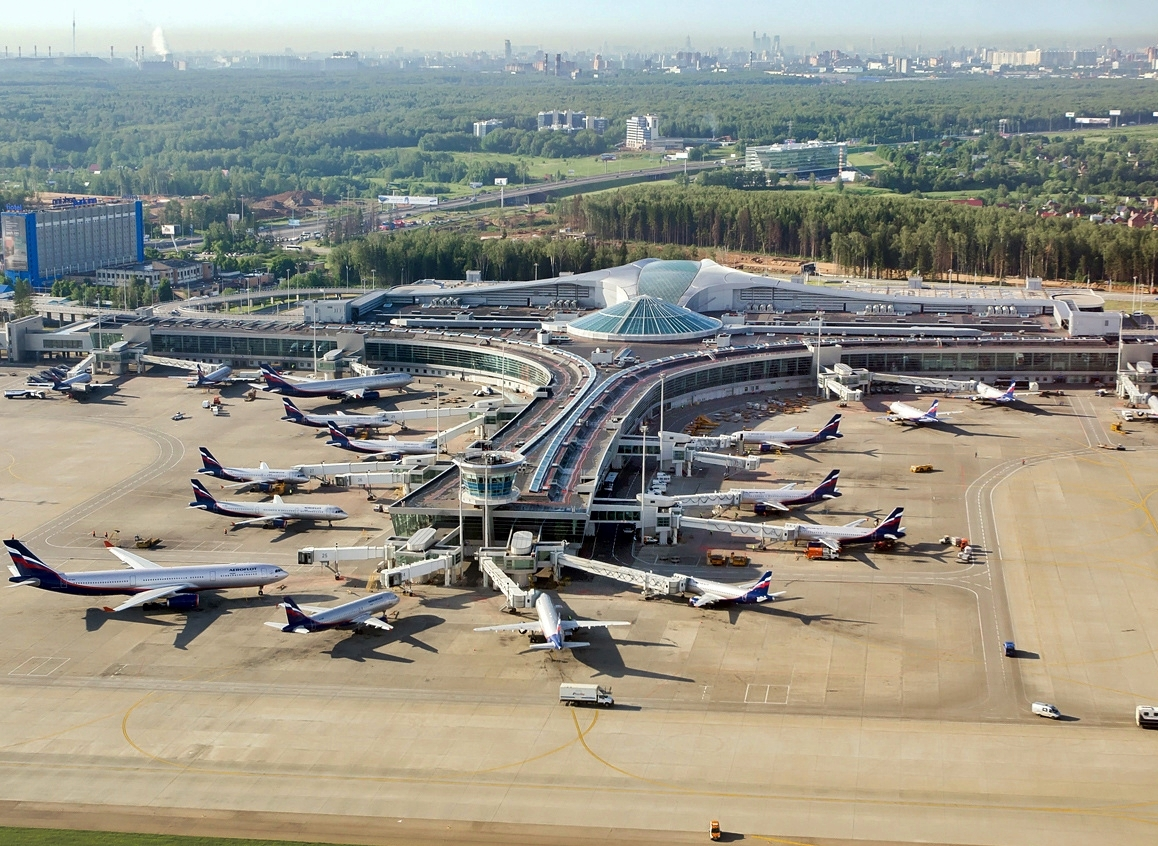
ターミナルD全景

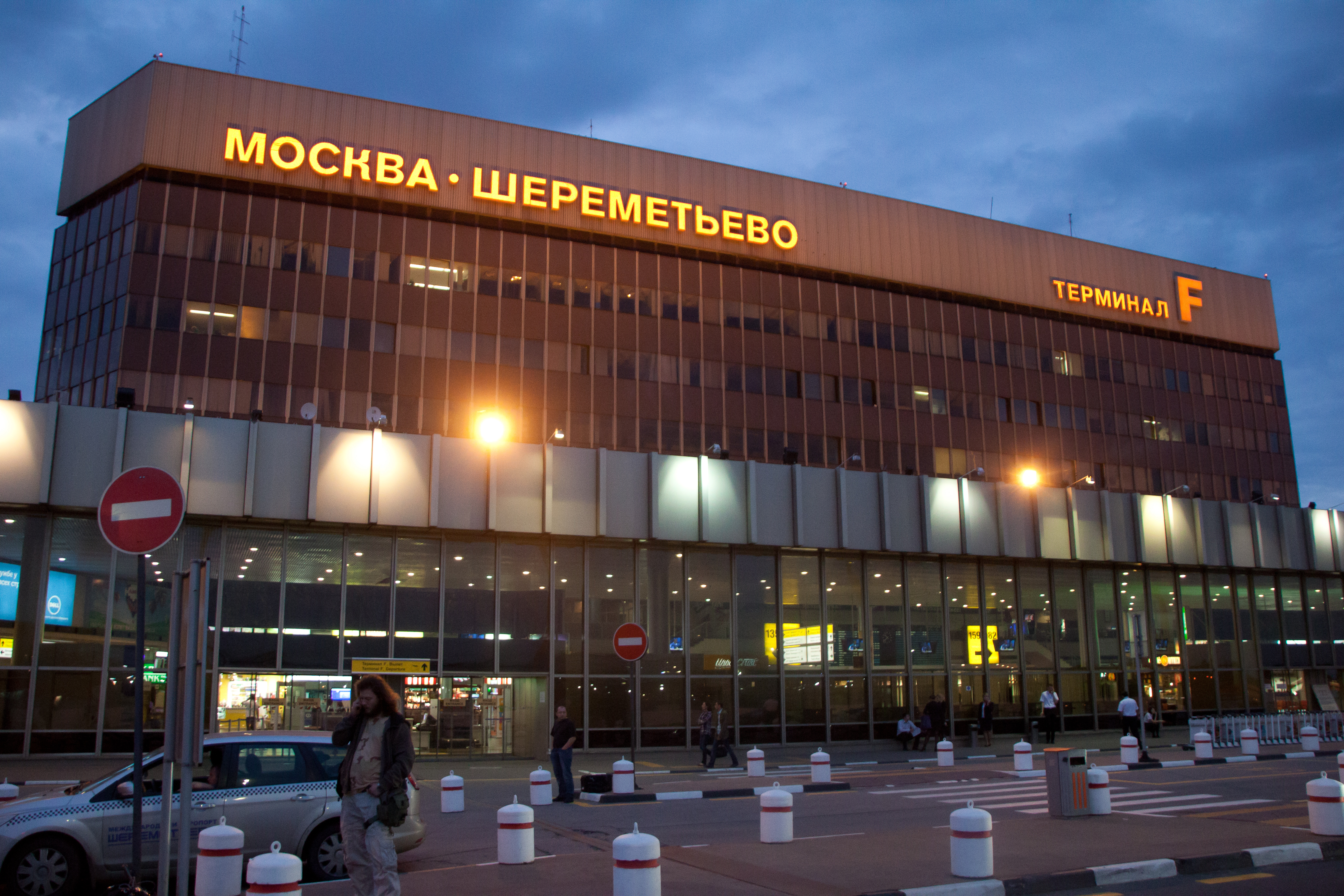
最も古いターミナルF

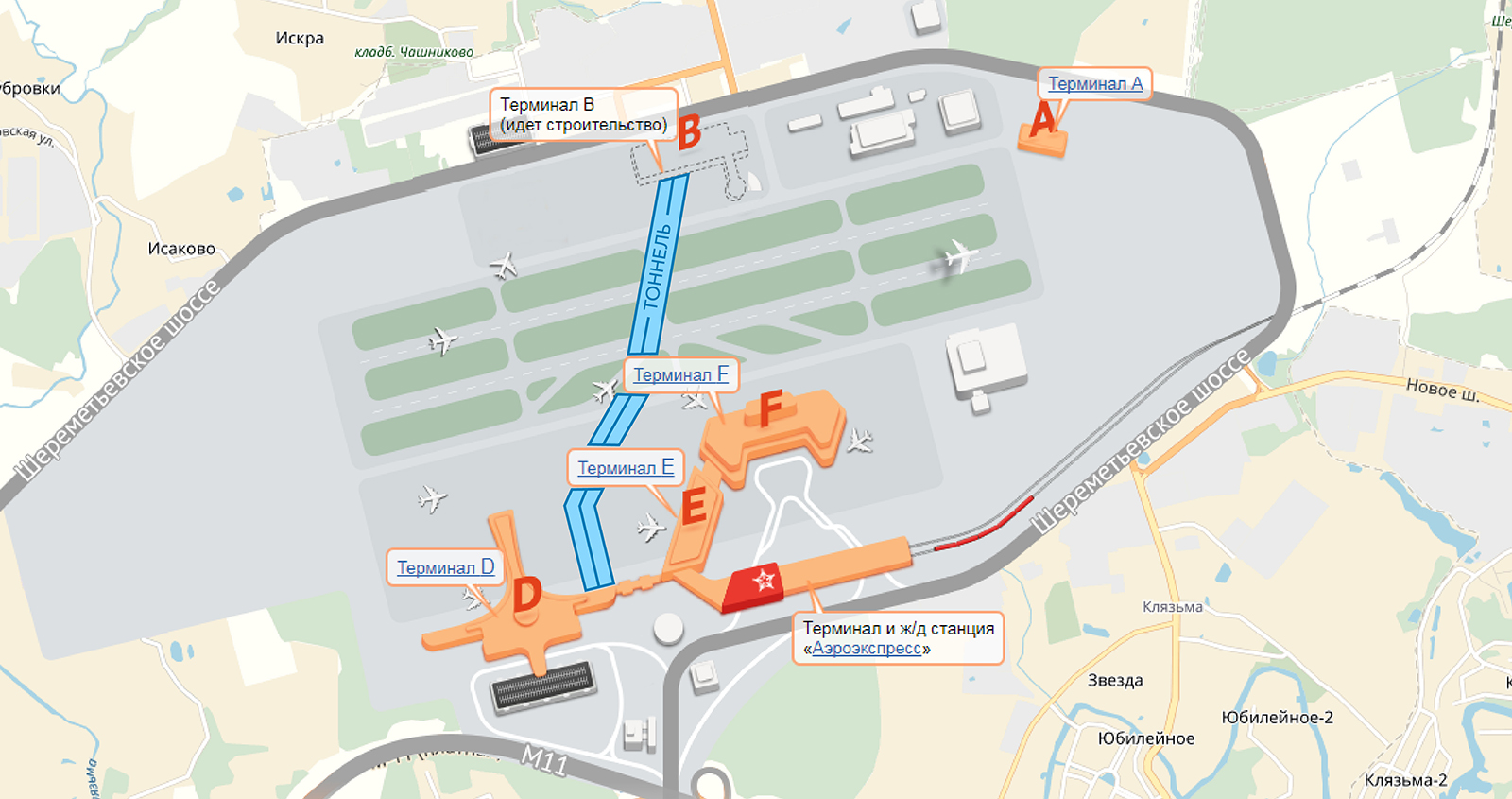
青いトンネルがターミナル間を結ぶ新交通システムの路線

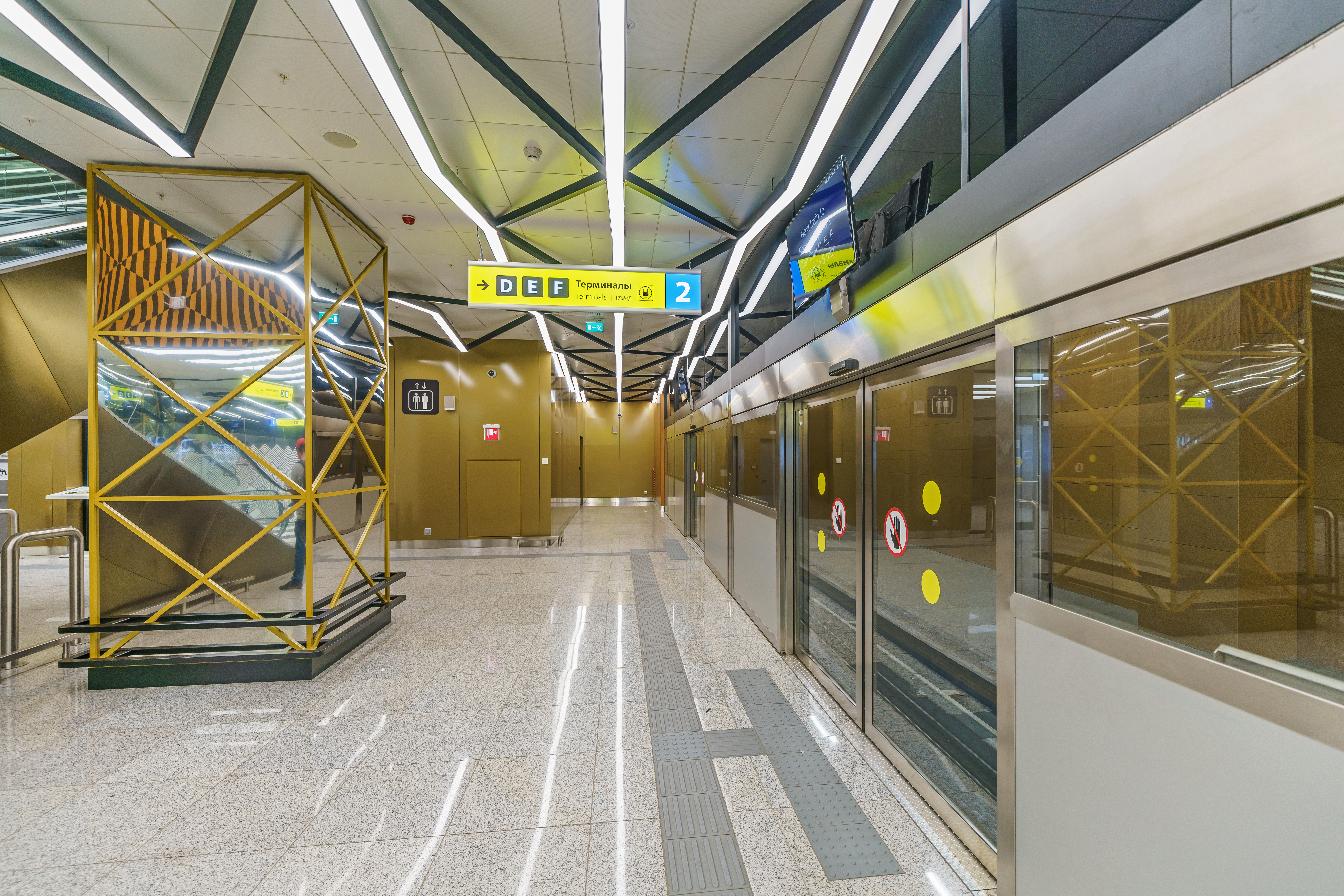
新交通システムのシェレメーチエヴォ1ターミナル駅

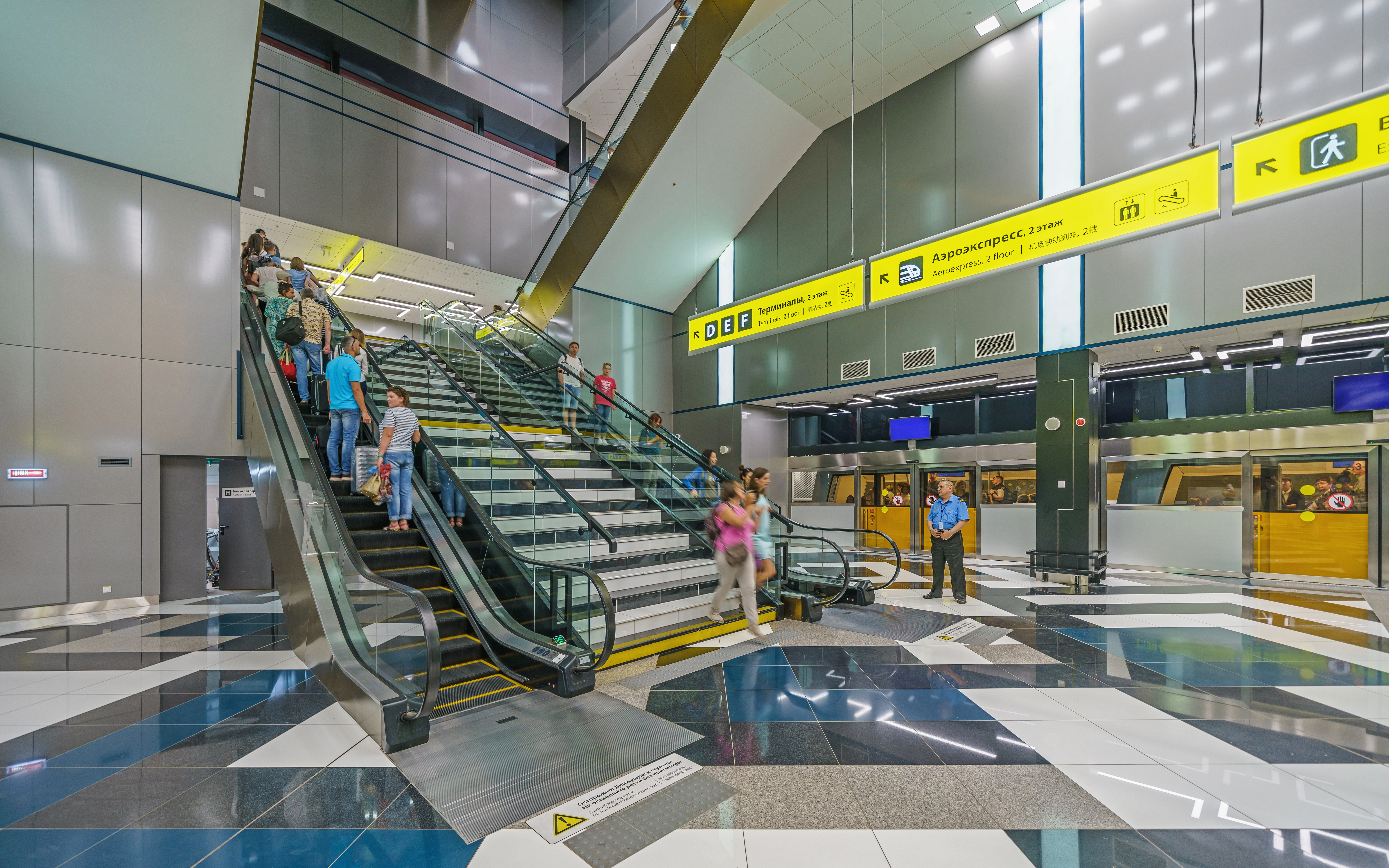
新交通システムのシェレメーチエヴォ2ターミナル駅

1980年のモスクワオリンピックを目指して新ターミナルができるなど一時は西側諸国並みにになったが、その後のロシアの経済状況の悪化などにより、老朽化した設備や市内へのアクセスの悪さ、さらに職員の汚職など、あらゆる面で評価が低かったため、2000年代後半には日本の日本航空をはじめとする複数の航空会社が当時比較的設備の整っていたドモジェドヴォ空港へ乗り入れ空港を変更する一因となっていた。
しかし、空港連絡鉄道（アエロエクスプレス）の開通や、新ターミナル（D、E）の運用開始やそれに伴うサービス改善が行われた結果、2013年3月、国際空港評議会による、欧州地区のエアポート・サービス・クオリティ・アワードを受賞した。
長い間ドモジェドヴォ空港に次いで2番目の空港であったが、2020年代には新ターミナルの開業等により、日本航空などの外国航空会社も再び乗り入れるようになり、ロシア最大の利用客数を誇る空港に返り咲いた。しかし2022年のウクライナとの戦争勃発により、ヨーロッパや日本、アメリカなど西側諸国の多くの航空会社が乗り入れを停止している。
なお、モスクワには当空港とドモジェドヴォ空港の外に、ヴヌーコヴォ国際空港やジュコーフスキー空港がある。

## 歴史

### 開港
ニキータ・フルシチョフは、1956年のロンドンへの訪問の際、表玄関であるヒースロー空港に感銘を受け、帰国後、モスクワの表玄関にふさわしい国際空港の建設を命じた。空軍飛行場だったシェレメチェボが改修工事によって1959年8月11日に国際空港として開港し、1960年6月1日には東ベルリン・シェーネフェルト国際空港との間で最初の国際線が就航した。
1964年9月3日にはターミナルビル「シェレメチェボ1」が開業。1967年9月12日にはツポレフTu-134による初の旅客定期便がストックホルムへ出発、続いて9月15日にはイリューシンIl-62がモントリオールへ出発した。1968年に日本航空も乗り入れを開始し、そして1980年1月1日、モスクワオリンピック開催にあわせて「シェレメチェボ2」が国際線ターミナルとして供用を開始した。

### 旧態化
しかしその後は旧態化が進み、1991年のソ連崩壊とその後の経済崩壊でそれは決定的となった。崩壊から5年後の1996年においても横柄な空港職員、暗い雰囲気の空港ターミナル、数少ない免税店など旧態依然の状態が続いていた。その1996年以降、ドモジェドヴォ空港を運営するEast Lineは空港設備の更新に巨額の投資を行い、外国の航空会社を誘致することに成功した。ルフトハンザドイツ航空、ブリティッシュ・エアウェイズ、イベリア航空、オーストリア航空、スイス インターナショナル エアラインズといった各国のフラッグ・キャリアが乗り入れ先をドモジェドヴォ空港に変更した。

### 近代化
2007年12月、旧シェレメチェボ1のターミナルBに隣接して40000m2の広さを持つターミナルCが完成し、供用が開始された。ビル外壁はアエロフロートのイメージカラーである青とオレンジに塗装され、年間500万人の乗客を処理する。ターミナルBは主に国内線専用として使用されていた。
2009年11月には、シェレメーチエヴォ3としてターミナルDが完成し、11月15日より供用が開始された。アエロフロート・ロシア航空と、同社が加盟するスカイチーム加盟各社の専用ターミナルであり、該当するすべてのフライトの移行が2010年中に完了した。旧シェレメチェボ2のターミナルFから西に600mほど離れている。
さらに、ターミナルDとターミナルFの間にターミナルEが建設され、2010年3月に供用開始された。2012年にはビジネスジェット用専用のターミナルAがターミナルＢに隣接して完成した。ターミナルFも補修が行われており、完成後の処理能力は現在の年間800万人から1800万人に倍増し、エアバスA380にも対応できるようになった。また、上述のとおりターミナルDと接続されることにより、2つのウィングを持つ一体のターミナルビルとなった。
その後、2015年に旧シェレメチェボ1のターミナルＢが閉鎖され2018年5月に新ターミナルが併用開始された。また、2007年に完成したターミナルCは2017年に閉鎖され解体された。跡地には新ターミナルが建設され2020年には新ターミナルCが完成。今後は最も古い旧シェレメチェボ2のターミナルFの建て替えが進められる予定となっている。その他、2つの滑走路についても、拡張を含む改良工事が予定されている。また、3,200m×60mの規模を持つ3番目の滑走路が2019年9月に供用開始した。
2018年10月よりロシア国内の空港名に冠する計画が開始され、国民投票を経て2019年5月31日にウラジーミル・プーチン大統領がシェレメーチエヴォ国際空港に作家アレクサンドル・プーシキンを冠する大統領令に署名した。
2023年8月、モスクワ市内がウクライナ軍によるドローン攻撃が多発したため、空港を一時封鎖した。

## 空港ターミナルビル
全部でA～Fの6つのターミナルで構成されている。A~Cが滑走路の北側、D~Fが南側に位置しており、両者は2018年に完成した無人の新交通システム地下鉄によって結ばれている。
かつては、北側が国内線専用のシェレメーチエヴォ1、南側が国際線専用のシェレメーチエヴォ2とされ、両ターミナルビルは離着陸に使用する滑走路を共有していたものの、両者の行き来の難しさからほぼ別空港扱いされていた。その後、シェレメーチエヴォ1はターミナルBに、シェレメーチエヴォ2はターミナルF、シェレメーチエヴォ3はターミナルDに名称変更された。

### ターミナルA
2012年完成。ビジネスターミナルおよび個人航空機向けターミナルとして使用される。

### ターミナルB
1961年完成した旧シェレメーチエヴォ1と言われているターミナルがあったが、2015年に取り壊され、同じ場所に2018年に新ターミナルが竣工。国内線とベラルーシ線専用ターミナルとなる。

### ターミナルC
2007年に完成したターミナルは2017年に取り壊され、2020年には跡地に新ターミナルが竣工。

### ターミナルD
2009年11月15日に供用開始。旧シェレメーチエヴォ3。アエロフロート・ロシア航空とその関連会社及び、同社が加盟するスカイチーム加盟各社の専用ターミナルとして使用されている。

### ターミナルE
2010年3月28日に完成。アエロフロート航空とスカイチーム加盟各社の国際線専用ターミナル。

### ターミナルF
1980年完成。旧シェレメーチエヴォ2。主にスカイチーム加盟航空会社以外の国際線と国内線が使用する。1980年のモスクワオリンピック開催のために建設された。ターミナルC完成後に取り壊され、新しいターミナルが建設される予定。

## 就航航空会社と就航都市
2022年3月以降、西側諸国との航空路線は全便が運航停止になっている。
△ - スカイチーム
○ - ワンワールド
☆ - スターアライアンス

### 国際線
| 航空会社                                     | 就航地 |
| -------------------------------------------- | --- |
| アエロフロート・ロシア航空 （2022年3月以前） | （旧ソ連） アクタウ、アルマトイ、ヌルスルタン、アクトベ、シムケント、アティラウ、カラガンダ、コスタナイ、クズロルダ、バクー、ミンスク、キシナウ、タリン、タシュケント、ブハラ、サマルカンド、トビリシ、リガ、ヴィリニュス、ビシュケク、オシ、エレバン （欧州）アムステルダム、ベオグラード、ブリュッセル、ブダペスト、ブカレスト、ブルガス、ダブリン、フランクフルト、ミュンヘン、シュトゥットガルト、ドレスデン、ハンブルク、ハノーファー、ベルリン/シェーネフェルト、デュッセルドルフ、チューリッヒ、ジュネーヴ、ヨーテボリ、コペンハーゲン、ヘルシンキ、リスボン、ロンドン/ヒースロー、パリ/シャルルドゴール、リヨン、マルセイユ、ニース、ミラノ/マルペンサ、ローマ、ボローニャ、ヴェネツィア、ヴェローナ、ナポリ、オスロ、マドリッド、バルセロナ、マラガ、バレンシア、アリカンテ、パルマ・デ・マヨルカ、テネリフェ、プラハ、ソフィア、ストックホルム、アテネ、テッサロニキ、ティヴァト、ウィーン、ワルシャワ、ラルナカ、イラクリオン（季節運航）、ザグレブ、スプリト（季節運航） （北中米）ハバナ、ロサンゼルス、マイアミ、ニューヨーク/JFK、ワシントンDC （アジア）デリー、バンコク、北京/首都、杭州、上海/浦東、ハノイ、ホーチミン、香港、東京/羽田、ウランバートル、マレ、プーケット、ソウル/仁川 （中東・アフリカ）イスタンブール、アンタルヤ、ベイルート、ドバイ、ドバイ/アール・マクトゥーム（季節運航）、テヘラン、テルアビブ、カイロ |
| ロシア航空 （2022年3月以前）                 | バンコク、コロンボ、デンパサール |
| ノードウィンド航空 （2022年3月以前）         | デュッセルドルフ、テュルクメナバート、フェルガナ、ジェッダ、エレバン、バラデーロ、カルシ（季節運航）、ナマンガン（季節運航）、サマルカンド（季節運航）、ウルゲンチ（季節運航）、平壌(2025年7月27日より就航予定) |
| 中国国際航空☆                                | 北京/首都 |
| 中国東方航空△                                | 上海/浦東、北京/大興、西安 |
| 中国南方航空                                 | 広州、ウルムチ、武漢、深圳、蘭州 |
| 北京首都航空                                 | 杭州、青島 |
| 海南航空                                     | 北京/首都 |
| 四川航空                                     | 成都 |
| 天津航空                                     | 天津、重慶、フフホト |
| ベトナム航空△                                | ハノイ |
| エティハド航空                               | アブダビ |
| カタール航空◎                                | ドーハ |
| アルジェリア航空                             | アルジェ |
| ベラヴィア                                   | ミンスク |
| エア・セルビア                               | ベオグラード |
| オマーン・エア(◎)                            | マスカット |
| アリアナ・アフガン航空                       | カーブル、マザーリシャリーフ |
| シャーム・ウィングス航空                     | ダマスカス |

### 2022年2月以降運航停止中の国際線
| 航空会社                      | 就航地                                                 |
| ----------------------------- | ------------------------------------------------------ |
| 日本航空◎                     | 東京/羽田                                              |
| 大韓航空△                     | ソウル/仁川                                            |
| エア・アスタナ                | アルマトイ、アスタナ                                   |
| LOTポーランド航空☆            | ワルシャワ                                             |
| エア・バルティック            | リガ                                                   |
| チェコ航空△                   | プラハ                                                 |
| スマートウィングズ            | プラハ                                                 |
| ブルガリア航空                | ソフィア、ヴァルナ（季節運航）、ヴァルガス（季節運航） |
| フィンエアー◎                 | ヘルシンキ                                             |
| ブリティッシュ・エアウェイズ◎ | ロンドン/ヒースロー                                    |
| エールフランス△               | パリ/シャルルドゴール                                  |
| ITAエアウェイズ△              | ローマ、カターニャ（季節運航）、パレルモ（季節運航）   |
| KLMオランダ航空△              | アムステルダム                                         |
| ブリュッセル航空☆             | ブリュッセル                                           |
| KMマルタ航空                  | マルタ                                                 |
| エリンエア                    | テッサロニキ、アテネ（季節運航）                       |

### ロシア国内線
国内線においても、2022年3月以降はロストフ・ナ・ドヌなどのウクライナ近辺の空港を発着する全便が運航停止になっている。
| 航空会社                   | 就航地 |
| -------------------------- | --- |
| アエロフロート・ロシア航空 | アバカン、アナパ、アルハンゲリスク、アストラハン、バルナウル、ベルゴロド、チェリャビンスク、グロズヌイ、イルクーツク、イジェフスク、カリーニングラード、ハンティ・マンシースク、カザン、ケメロボ、ハバロフスク、クラスノダール、クラスノヤルスク、マハチカラ、マグニトゴルスク、ミネラーリヌィエ・ヴォードィ、ムルマンスク、ナリチク、ナズラン、ニジネカムスク、ニジネヴァルトフスク、ニジニ・ノヴゴロド、ノヴォクズネツク、ノボシビルスク、ノーヴィ・ウレンゴイ、オムスク、オレンブルク、ペルミ、ペトロパブロフスク・カムチャツキー、ロストフ・ナ・ドヌ、サンクトペテルブルク、サレハルド、サマーラ、サランスク、サラトフ、ソチ、シンフェロポリ、スルグト、スィクティフカル、トムスク、チュメニ、ウファ、ウリヤノフスク、ウラジカフカス、ヴォロネジ、ウラジオストク、ヴォルゴグラード、ヤクーツク、エカテリンブルク、ゲレンジーク（季節運航） |
| ロシア航空                 | クラスノダール、ハバロフスク、マガダン、オレンブルク、ミネラーリヌィエ・ヴォードィ、ペトロパブロフスク・カムチャツキー、ソチ、シンフェローポリ、ロストフ・ナ・ドヌ、ウラジオストク、ユジノサハリンスク |
| ウラル航空                 | ソチ、シンフェロポリ、エカテリンブルク |
| セヴァースタル航空         | アパチートゥイ/キロフスク、チェレポヴェツ |
| ノードウィンド航空         | ソチ、シンフェローポリ、アナパ、ブラゴヴェシチェンスク、チェボクサル、チェリャビンスク、カザン、クラスノダール、ハバロフスク、クラスノヤルスク、マグニトゴルスク、ミネラーリヌィエ・ヴォードィ、マガダン、ナリチク、ニジネカムスク、ニジネヴァルトフスク、ノボシビルスク、オレンブルク、オルスク、ペルミ、ロストフ・ナ・ドヌ、サンクトペテルブルク、サマーラ、サラトフ、ソチ、ウファ、ヴォルゴグラード、エカテリンブルク、バルナウル（季節運航）、ブラーツク（季節運航）、チタ（季節運航）、グロズヌイ（季節運航）、ケメロボ（季節運航）、マハチカラ（季節運航）、オムスク（季節運航）、チュメニ（季節運航）、ウラジカフカス（季節運航）、ヴォロネジ（季節運航）、ヤクーツク（季節運航） |
| ペガス・フライ             | サンクトペテルブルク、ソチ、オレンブルク、ゲレンジーク、ブラゴベシチェンスク、ノヴォシビルスク、クラスノヤルスク |

## ターミナル間の移動

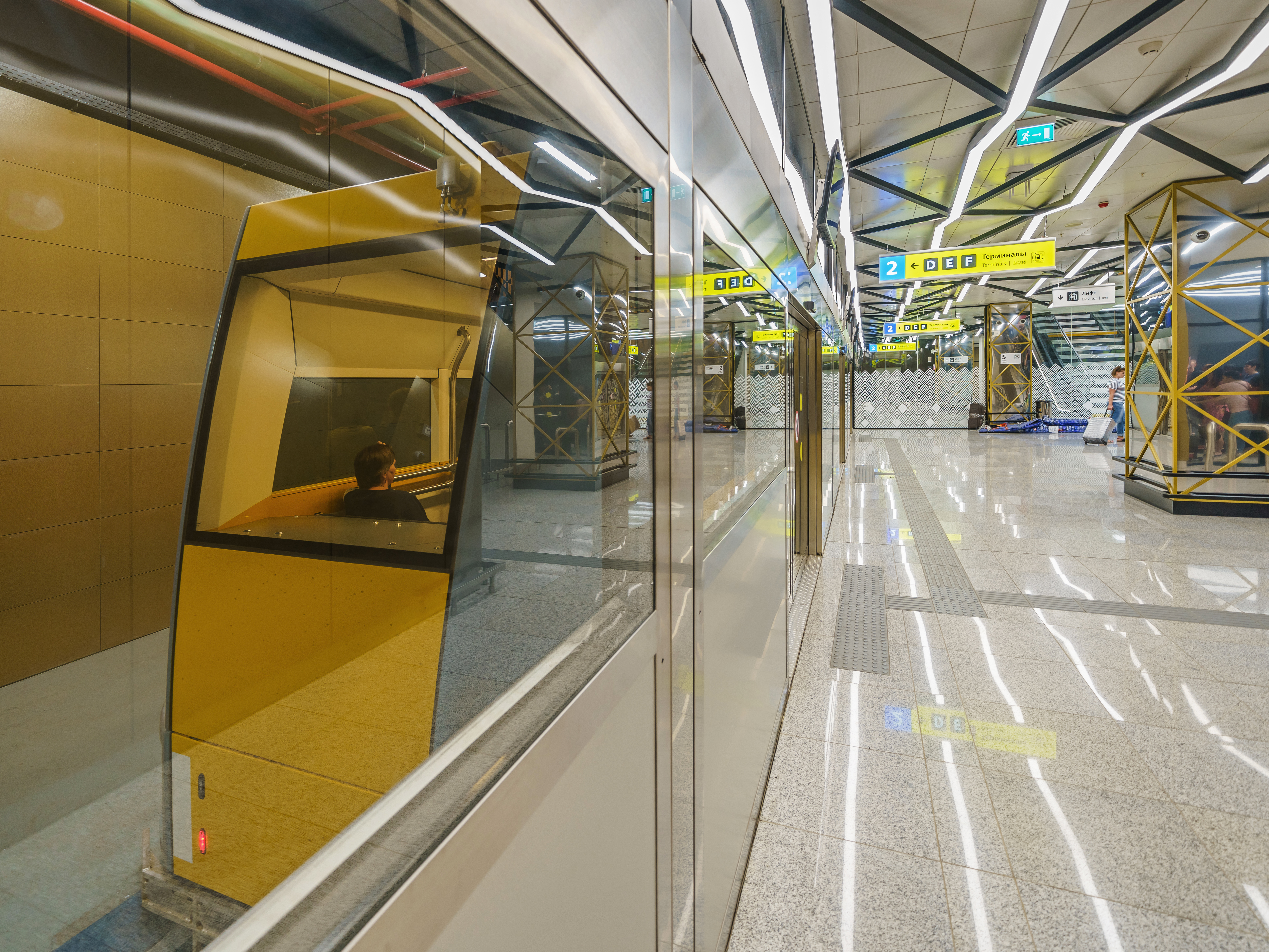
新交通システムの車両

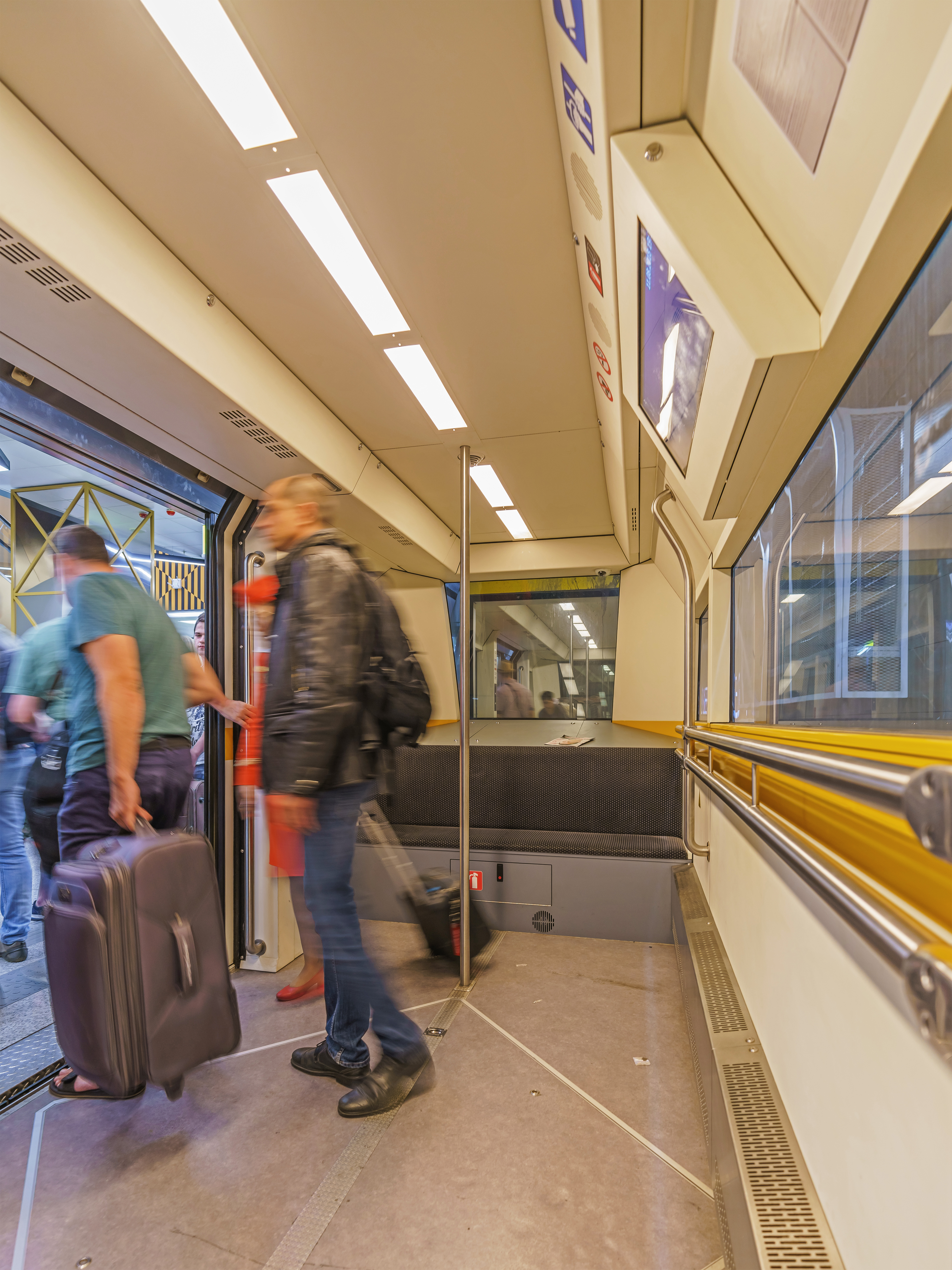
新交通システムの車両内部

南北のターミナル間を移動するには、原則として路線バス、マルシュルートカ、タクシーのいずれかを利用することとなっていた。ルートは上記「市内とのアクセス」と同様である。所要時間は約15分であり、この際、国際線〜国内線の乗り継ぎはもちろんのこと、国際線どうしの乗り継ぎであってもいったんロシアに入国する必要があるので、ビザ（通常のビザまたはトランジットビザ）が必要となる等移動に手間がかかった。なお、アエロフロート同士での乗り継ぎに限り、トランジット専用のバスが用意されることがあるが、待ち時間がかなり長くなる場合もあった。この場合、ビザは不要であった。
2018年5月に北側のターミナルと南側のターミナルを結ぶ新交通システムの地下鉄が完成。両ターミナルの移動が容易となった。北側（ターミナルB、C）にはシェレメーチエヴォ1駅、南側（ターミナルD、E、F）はシェレメーチエヴォ2駅が設置された。この鉄道は2両がセキュリティチェックを行ってない客用、残り2両がセキュリティチェック済の客用とに分かれている。北側の駅のシェレメーチエヴォ1駅はターミナルBに、南側の駅のシェレメーチエヴォ2駅はターミナルDとEの間に設置されている。 距離は2010m、所要時間は4分で4分間隔で運行されている。

## 市内とのアクセス
アエロエクスプレス（直通列車）、路線バス、マルシュルートカ（ロシアの乗り合いタクシー）、タクシーでのアクセスが可能である。
なお、他の空港との間を直接移動したい場合は、タクシーでの移動のみとなる。

### アエロエクスプレス

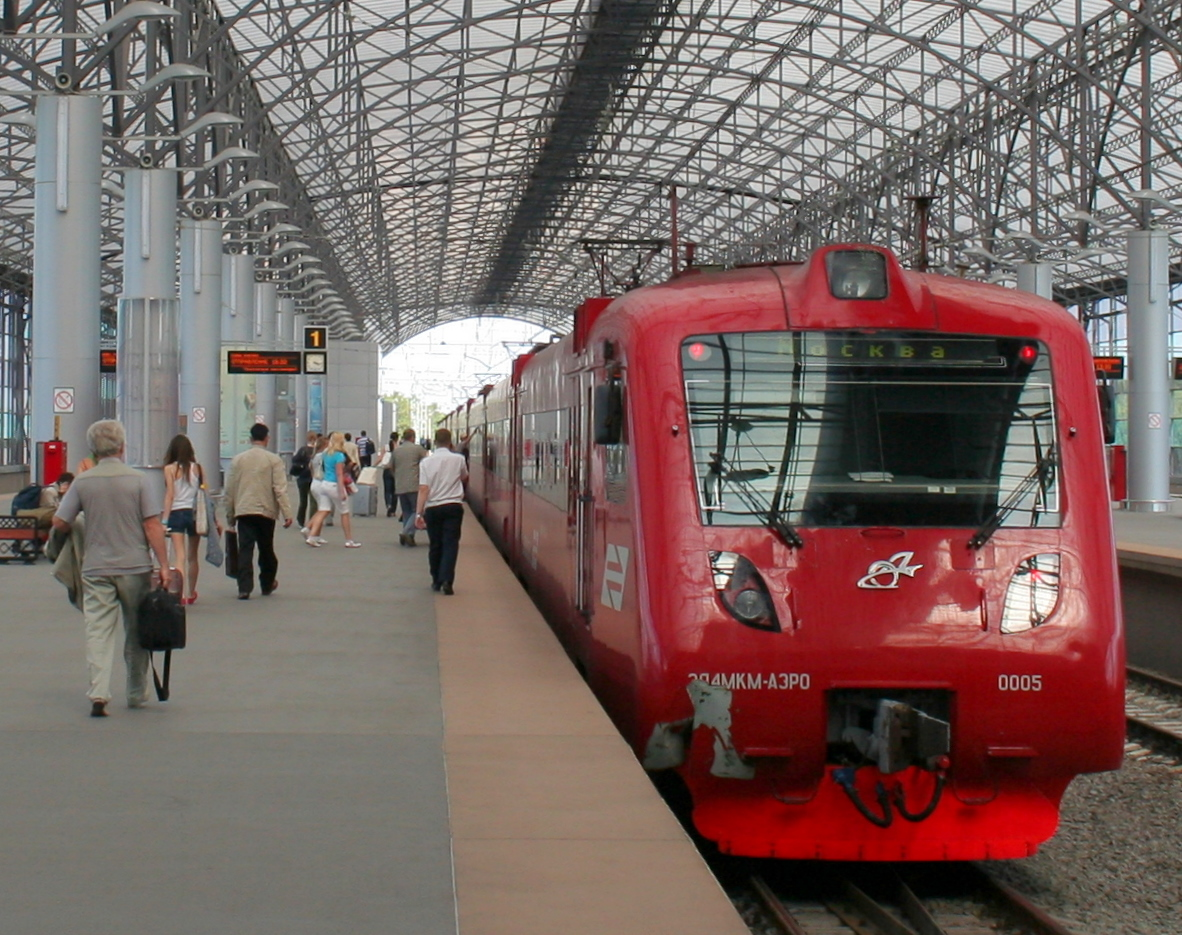
シェレメチェボとモスクワのベラルースキー駅を結ぶアエロエクスプレス

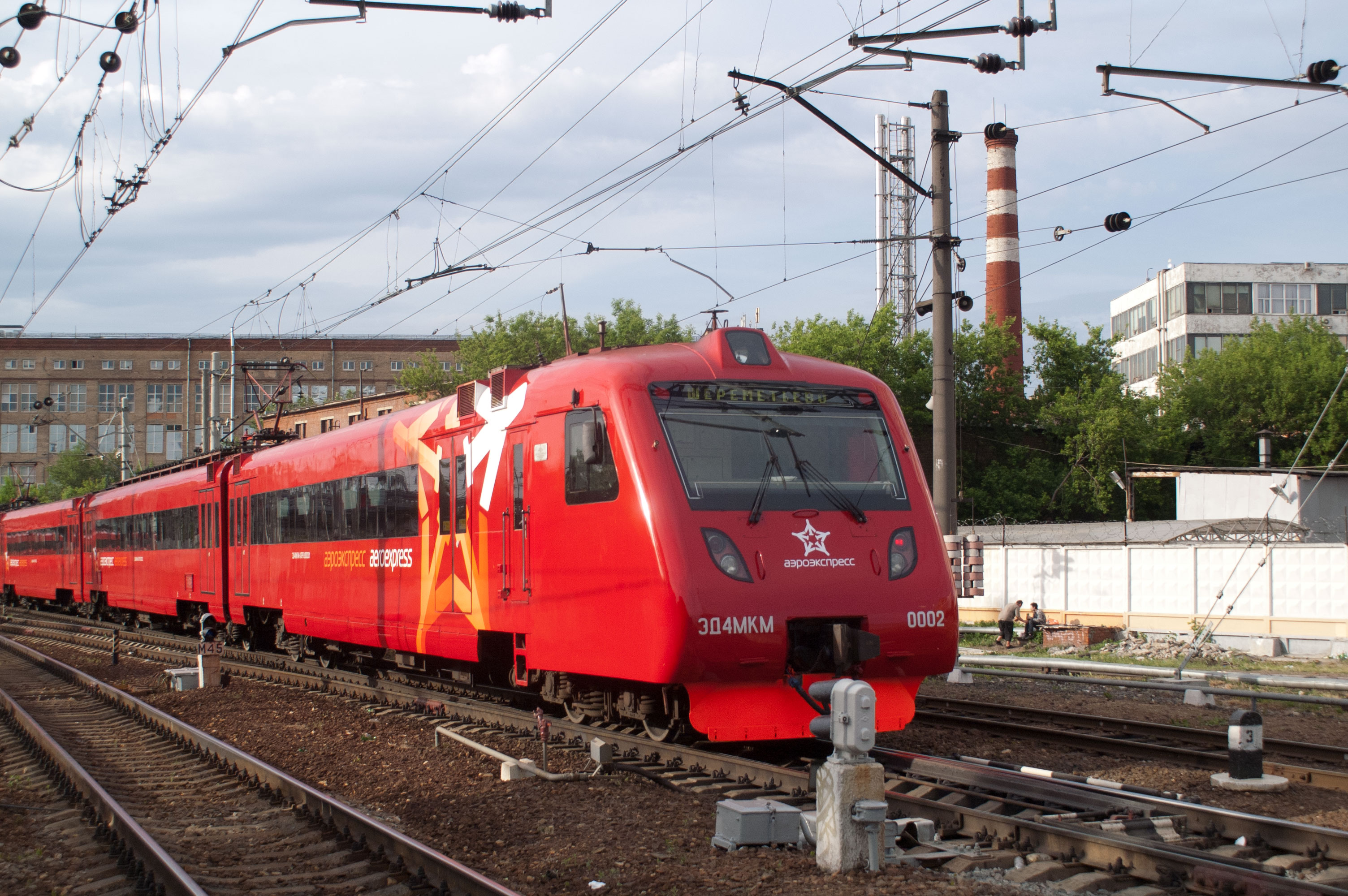
アエロエクスプレスの車両

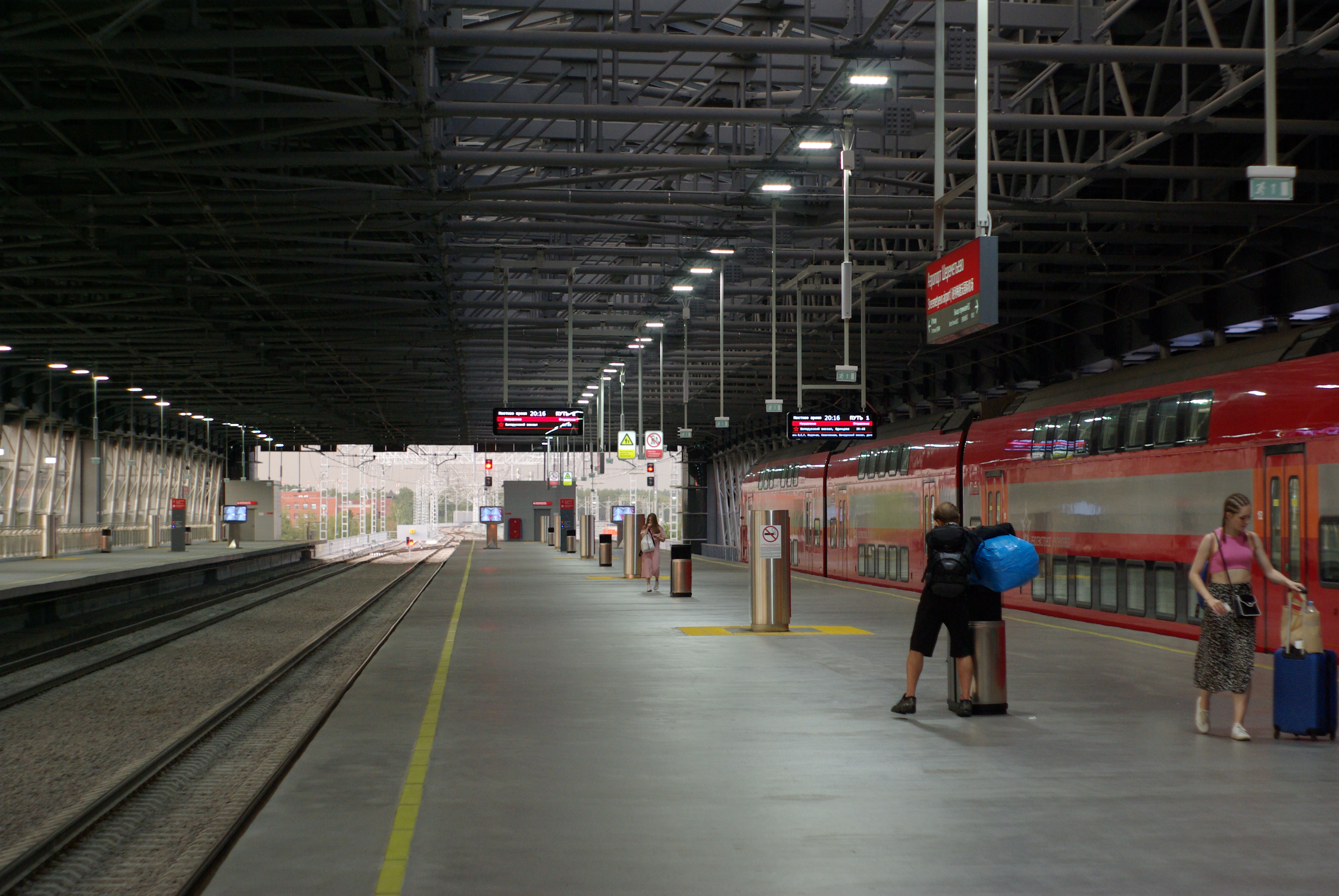
2022年に開業したシェレメーチエヴォ空港北駅

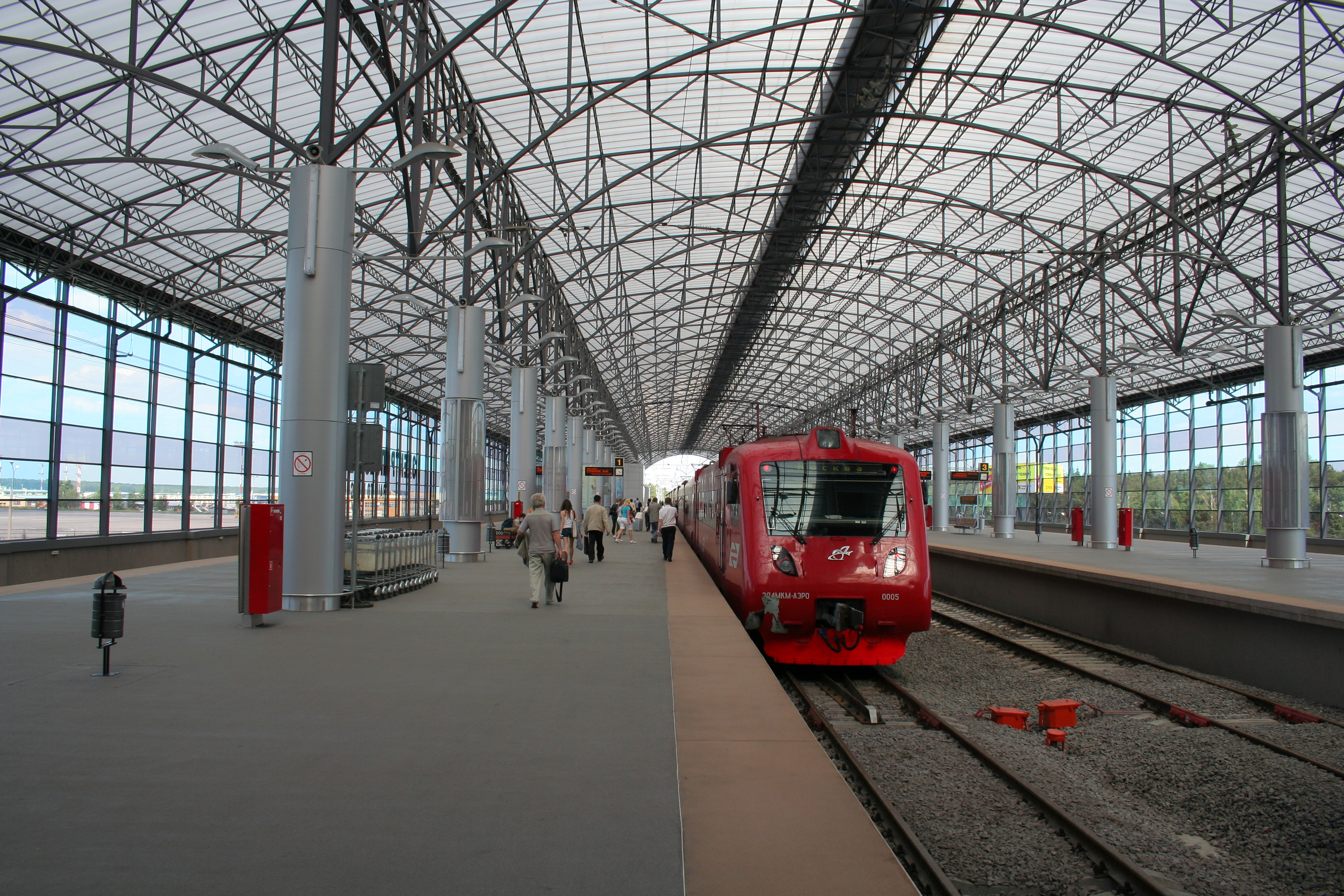
シェレメーチエヴォ空港駅

ターミナルD、F（＝シェレメチェボ2、3）附近にあるシェレメーチエヴォ空港駅とベラルースキー駅を約35分で結ぶロシア鉄道傘下の直通列車。2008年6月10日に開業した。2017年9月現在、2駅間の途中駅はすべて通過し、運賃はスタンダードクラスが500ルーブル（ネット前売りは420ルーブル）、ビジネスクラスが1000ルーブルとなっている。発車時刻は空港発は5時から24時30分までで、ベラルースキー駅発は5時30分から24時30分までの、完全30分間隔となっている。
開業当初はサヴョロフスキー駅が市内側の終着駅で、5時〜翌1時の間に所要約35分で22往復しており、運賃は普通席250ルーブル、VIP席（日本のグリーン車に相当）350ルーブルであった。サヴョーロフスキー駅でモスクワ地下鉄9号線サヴョーロフスカヤ駅に乗り換えることで、市内中心部まで1時間程度で行くことが可能となった。運転間隔は最短20分〜最長2時間50分と幅があったため、到着時刻によっては他の交通機関を利用したほうが早いこともあった。
2009年8月28日にはモスクワ市内側の発着駅がベラルースキー駅（ベラルーシ駅）に変更され、利便性が向上した。26往復に増便されたが、最終列車の発車時刻は23時半に早められていた。延伸後も所要時間と運賃は変わっていなかった。なお、空港行きのみサヴョーロフスキー駅に停車していたが、ベラルースキー駅行きはサヴョーロフスキー駅を通過していた。
2022年6月にターミナルA～Cに隣接してシェレメーチエヴォ空港北駅が開通し、アエロエクスプレスはターミナルD～Fに隣接するシェレメーチエヴォ空港駅を発着してシェレメーチエヴォ空港北駅に寄ってからモスクワ中心部へ向かう。　　

### 路線バス
路線バス851番が、シェレメチェボ1→シェレメチェボ2→モスクワ地下鉄2号線レチノイ・ヴァグザール駅→シェレメチェボ1の向きに巡回している。また、路線バス817番が、シェレメチェボ2→シェレメチェボ1→モスクワ地下鉄7号線プラネルナヤ駅→シェレメチェボ2の向きに巡回している。運賃は25ルーブル。運転間隔は10分〜15分程度。空港と地下鉄駅の所要時間は40分〜1時間。地下鉄と併用することで、市内中心部までおおむね1時間半以内で行くことができる。

### マルシュルートカ
上記路線バスと同じルートをマルシュルートカも走っている。運賃は60ルーブル。乗客が一定人数集まり次第出発する。

### タクシー
現在モスクワ市内はヨーロッパで最も渋滞がひどい都市と言われ、空港〜市内を結ぶ幹線道路はモスクワ市内最悪の渋滞の名所である。そのため市内の中心部のホテルまで自動車だと3時間以上かかることもある。目安として17:20に空港に到着して入国した場合、タクシーで市内中心部のホテルに到着するのは22:00頃になることが多い。出国にあたってタクシーを利用する場合は、十分な余裕を持って市内を出発するよう注意すべきである。

## 補足事項
- 両替は旧ソビエト連邦の崩壊後、ドル、ユーロ、円のいずれでも可能になった。細かくコペイカ単位まで支払ってくれる。自動両替機も登場している。
- ベラルーシは国内線と同じ扱いになるため国内線のターミナル発着となる。そのため当空港を乗り継いでベラルーシに向かう場合には1度ロシアに入国する必要がある。そして、この際、日本人旅行者はベラルーシへのビザが不要でもロシアのビザを取得しなければならない。

## ホテル
現在、空港近くには以下の2つのホテルが存在する。
- Novotel Moscow Sheremetyevo Airport - シェレメチェボ2より600m
- Airport Hotel Sheremetyevo(Sheremetyevo-2 Hotel) - シェレメチェボ2より600m